# Héliophyllite
L'héliophyllite est une espèce minérale rare composée d'oxy-chlorure de plomb de formule Pb6As2O7Cl4.

## Historique de la description et appellations

### Inventeur et étymologie
Ce minéral a été décrit par le minéralogiste suédois Flink en 1888. Son nom vient du grec helios, « soleil » et phullon, « feuille », en allusion à sa couleur et à l'habitus commun de ses cristaux.

### Topotype
Le topotype se trouve dans les mines d’Harstigen et Langban, Pajsberg, Värmland, en Suède.

## Caractéristiques physico-chimiques

### Critères de détermination
L'héliophyllite est translucide, biréfringente et a un éclat vitreux et gras. Sa couleur varie du jaune au vert jaunâtre, son trait est jaune pâle. Son habitus peut être pyramidal, tabulaire ou en forme de sphérules. Elle présente un clivage parfait parallèlement aux plans {011}, sa cassure est irrégulière.

### Cristallochimie
Selon la classification de Dana, l'héliophyllite est le seul membre du groupe 46.02.02 des antimonites, arsénites et phosphites basiques ou contenant des halogènes (46) avec des formules chimiques diverses (46.02).
Selon la classification de Strunz, elle forme avec son dimorphe, l'ecdémite, le groupe 3.DC.65 des halogénures (III), plus précisément des oxyhalogénures, hydroxyhalogénures et halogénures doubles (3.D) pouvant contenir du plomb, de l'arsenic, de l'antimoine ou du bismuth, mais pas de cuivre (3.DC).
| Minéral       | Formule     | Groupe ponctuel | Groupe d'espace |
| ------------- | ----------- | --------------- | --------------- |
| Ecdémite      | Pb6As2O7Cl4 | tétragonal      | inconnu         |
| Héliophyllite | Pb6As2O7Cl4 | orthorhombique  | inconnu         |

### Cristallographie
L'héliophyllite cristallise dans le système cristallin orthorhombique, avec Z = 8 unités formulaires par maille. Sa structure n'est pas encore déterminée. Ses paramètres de maille sont {\displaystyle a} = 10,823 Å, {\displaystyle b} = 10,783 Å et {\displaystyle c} = 25,58 Å (volume de la maille V = 2 985,30 Å3), sa masse volumique calculée 7,33 g/cm3.

## Gîtes et gisements

### Gîtologie et minéraux associés
L'héliophyllite est un minéral secondaire des gisements de plomb et d'arsenic qui se trouve en néoformation sur les scories de plomb (Laurion).
L'héliophyllite peut être associée à plusieurs minéraux :
- ecdémite et inésite en Suède ;
- mimétite, cérusite et calcite en Chine ;
- anglésite, cérusite, fiedlérite, laurionite, ludlockite, paralaurionite, penfieldite (de) et phosgénite en Grèce.

### Gisements producteurs de spécimens remarquables
- Chine

Xitieshan, Da Qaidam (Dachaidan) Co., préfecture Haixi, province de Qinghai (Chinghai)
- Grèce (anciennes scories)

le district minier antique du Laurion compte trois occurrences : Passa Limani, la baie de Thorikos et Vrissaki.
- Italie (anciennes scories)

Madonna di Fucinaia, Campiglia Marittima, Province de Livourne, Toscane
Baratti, Piombino, Province de Livourne, Toscane
- Suède

Långban, Filipstad, Värmland (topotype)
Jakobsbergsgruvan, Nordmark, Filipstad, Värmland
Harstigsgrufvan Filipstad, Värmland
- États-Unis

Milford No. 1 mine, Goodsprings District, Comté de Clark, Nevada